# Religião nas Seicheles
O cristianismo é a maior religião nas Seychelles, com cerca de 89,2% de sua população seguindo-a. A maioria dos cristãos são católicos romanos (76%), seguidos pelos anglicanos (6%). O hinduísmo é a maior minoria e a maior religião não-cristã, com 2,4% da população seichelense seguindo-o. Outros grupos cristãos incluem Batistas, Adventistas do Sétimo Dia, Assembléias de Deus, Igreja Pentecostal, Assembléia Pentecostal, Nazireus, Igreja Ortodoxa Oriental e Testemunhas de Jeová. O Islã, a Fé Bahá'í e o Budismo também têm um número considerável de adeptos no país.
Os colonos iniciais em Seychelles eram católicos romanos, e o país permaneceu assim, apesar dos esforços britânicos ineficazes para estabelecer o protestantismo nas ilhas durante o século XIX. A nação é um bispado desde 1890, e as escolas missionárias tinham o monopólio virtual da educação até que o governo assumiu essas escolas em 1944. As missas dominicais são bem frequentadas e os feriados religiosos são celebrados em todo o país, tanto como oportunidades para os devotos praticarem sua fé e como eventos sociais. Praticar o catolicismo, bem como falar francês, historicamente conferiu certo status ao associar seus adeptos aos colonos da França.
Aproximadamente 6% dos seichelenses são anglicanos, a maioria vindo de famílias convertidas por missionários no final do século XIX e início do século XX. As igrejas evangélicas protestantes estão ativas e crescendo, entre elas os pentecostais e os adventistas do sétimo dia. Cerca de 5,1% da população são adeptos de outras religiões, incluindo hinduísmo 2,4%, islamismo 1,6%, a fé bahá'í e outros não-cristãos 1,1%. Existe um templo hindu e uma mesquita em Mahé. Nenhuma restrição é imposta ao culto religioso praticado pelas denominações religiosas, e a isenção de impostos é concedida a estas denominações pelo governo do país.
Embora o clero e as autoridades civis desaprovem, muitos seichelenses veem pouca inconsistência entre sua observância religiosa ortodoxa e a crença na magia e feitiçaria. Não é incomum consultar um vidente local - conhecido como bonom di bwa - para adivinhação ou para obter amuletos ou encantos protetores, chamados gri-gri, para prejudicar os inimigos.